# Novim dogodivščinam naproti (Pet prijateljev)
Novim dogodivščinam naproti je druga zgodba iz priljubljene mladinske knjižne zbirke Pet prijateljev avtorice Enid Blyton, ki je prvič izšla leta 1943.
Julian, Dick, George, Anne in zvesti Tim preživljajo božične počitnice v Kirrinu. Tokrat pod budnim očesom domačega učitelja, sicer simpatičnega, a strogega in nepopustljivega gospoda Rolanda, ki ga je izbral Georgin oče, da bi otrokom pomagal pri učenju. Vsem se zna prikupiti, le George in Tim se nikakor ne moreta sprijazniti z njim.
Ob raziskovanju stare Kirrinove kmetije, kjer sta na počitnicah tudi dva slikarja, odkrijejo otroci zelo skrivnostna sporočila. Dolgo časa se trudijo, da bi razrešili uganko, medtem pa izginejo tudi nadvse pomembni dokumenti strica Quentina. Neločljivi prijatelji se znova zapletejo v napeto in razburljivo dogodivščino.